# Photedes minima
Photedes minima là một loài bướm đêm thuộc họ Noctuidae. Nó được tìm thấy ở châu Âu.
Sải cánh dài 20–23 mm. Chiều dài cánh trước là 11–14 mm. Con trưởng thành bay từ tháng 6 đến tháng 8 tùy theo địa điểm.
Ấu trùng ăn Deschampsia cespitosa và Deschampsia flexuosa.

## Hình ảnh

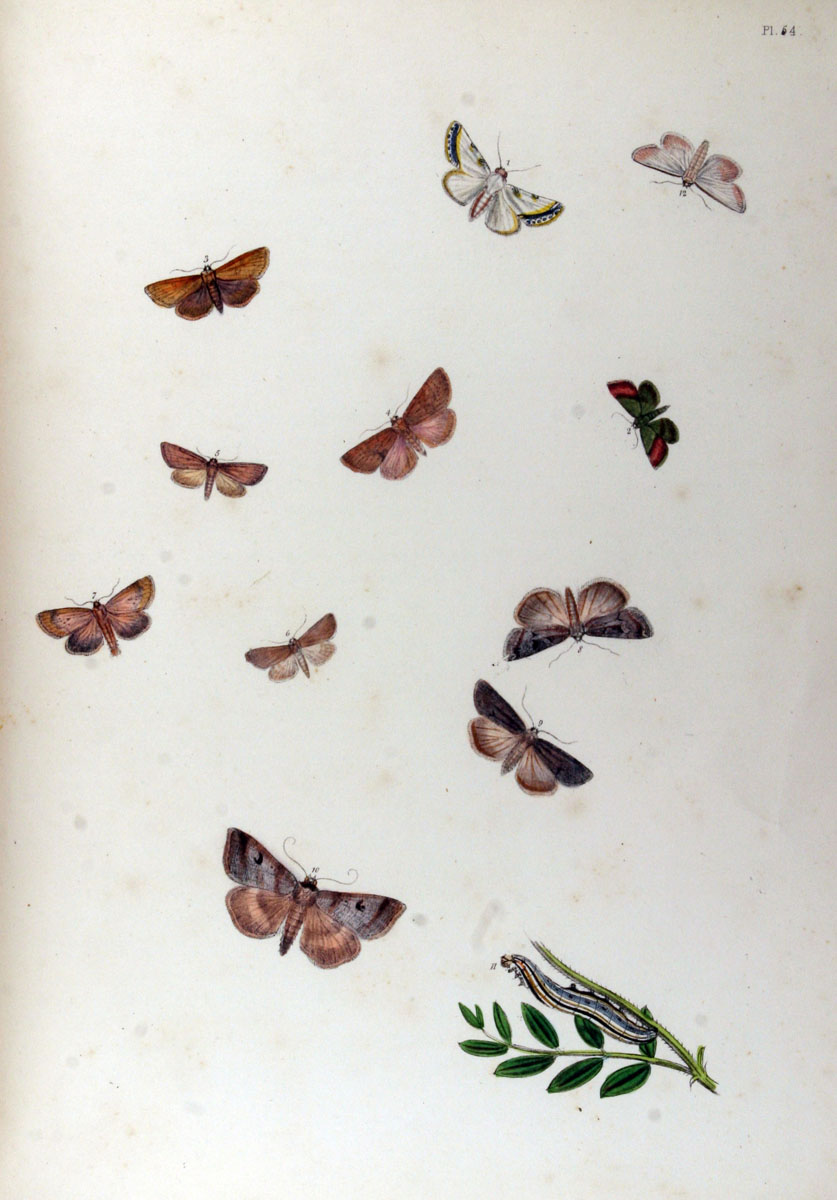
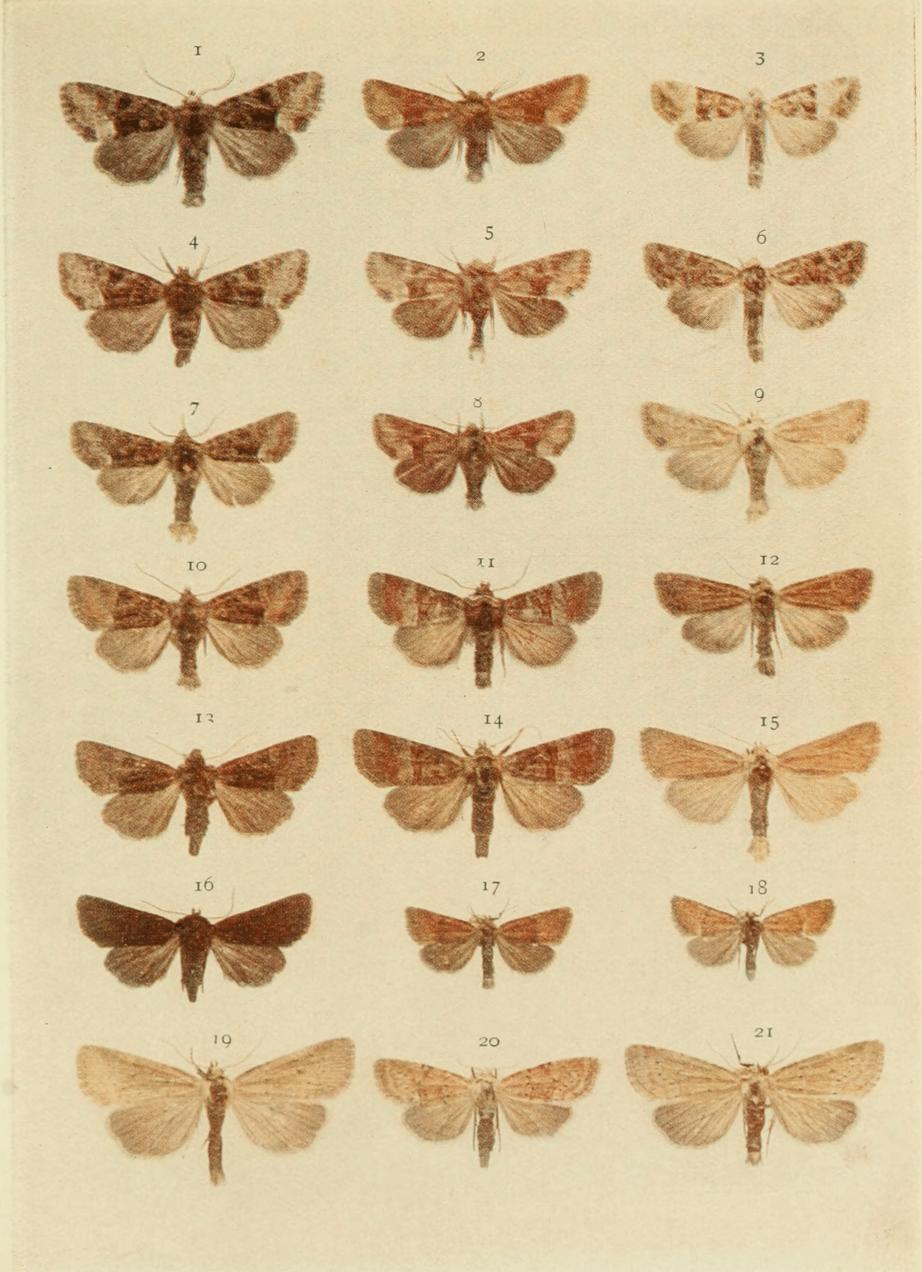